# Amphiphilie

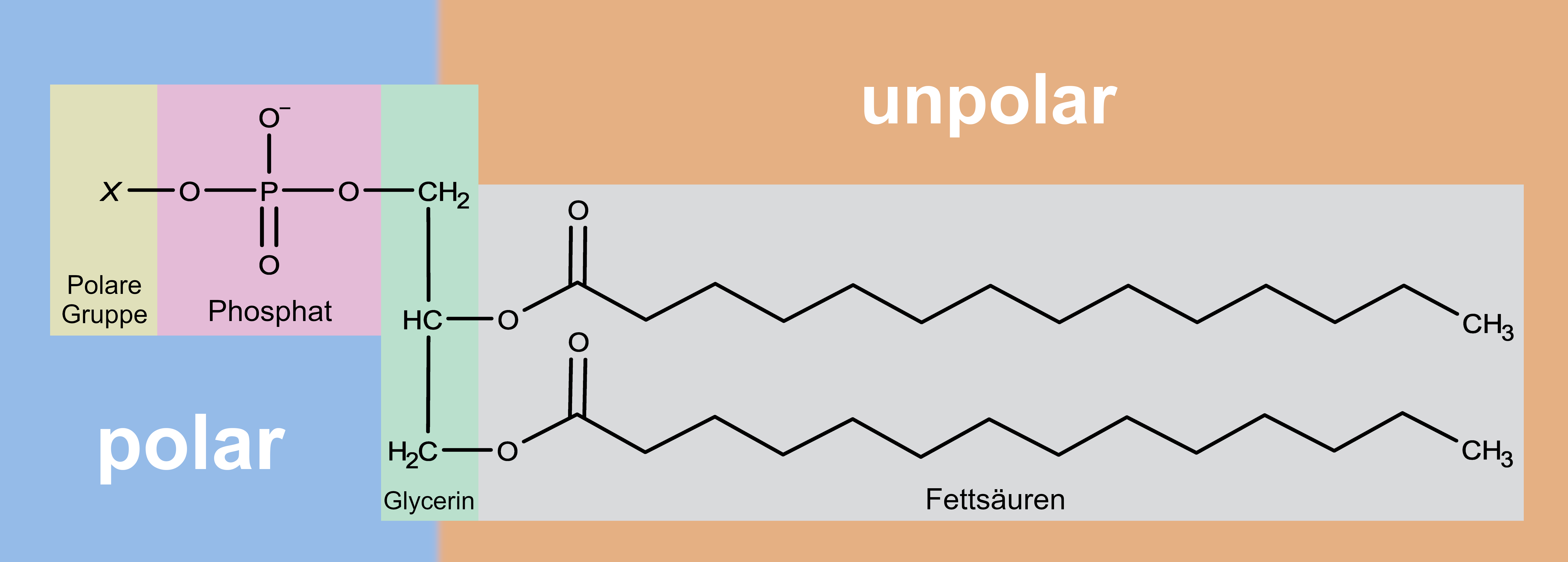
Amphiphilie eines Phospholipids

Amphiphil (Nomen: Amphiphilie) (von altgriechisch ἀμφί amphí „auf beiden Seiten“ sowie φίλος phílos „liebend“), ambiphil (Nomen: Ambiphilie; Mischwort aus ambi Latein und phil Altgriechisch mit wörtlicher Bedeutung „beides liebend“) und amphipathisch beschreiben die chemische Eigenschaft einer Substanz, die sowohl hydrophil als auch lipophil ist. Das heißt, sie ist sowohl in polaren Lösungsmitteln als auch in unpolaren Lösungsmitteln gut löslich. Dies beruht darauf, dass die Moleküle sowohl hydrophile als auch hydrophobe Bereiche aufweisen.
Das Gegenstück zur Amphiphilie ist die Amphiphobie – also die Eigenschaft, sowohl hydrophob als auch lipophob zu sein.
Das bekannteste polare Lösungsmittel ist Wasser, daher der Name hydrophil. Eine Art der Hydrophobie kann sein, dass sich die Substanz gut in Fetten oder Ölen löst; sie wird dann lipophil genannt. Der HLB-Wert kann ein Maß für die amphiphilen Eigenschaften eines Moleküls sein.
Für den lipophilen Teil einer amphiphilen Substanz ist eine
Seitenkette aus Kohlenwasserstoff typisch.
Der hydrophile Teil kann ein polarer ungeladener Rest sein oder eine geladene Gruppe.
Dabei kann eine geladene Gruppe anionisch sein, z. B. eine Carbonsäure, oder kationsch. Beispiele für amphiphile Substanzen mit kationischem Rest entsprechend Ammonium sind
mehrere bekannte Arzneistoffe, für die in Zellkulturen eine in vivo nicht bestätigte Wirksamkeit gegen SARS-CoV-2 nachgewiesen wurde, darunter
Hydroxychloroquin, Haloperidol oder Clemastin.
Wichtige amphiphile Stoffe sind
- Tenside, die als Seifen benutzt werden; sie haben gerade aufgrund der Amphiphilie die Eigenschaft, reinigend zu wirken
- Emulgatoren in Lebensmitteln, zum Beispiel Lecithin
- Phospholipide, ein Hauptbestandteil der Zellmembranen
- amphipathische Helices; diese dienen der Verankerung von Proteinen in einer Phospholipidmembran
- Nichtionische Amphiphile wie z. B. Polyoxyethanyl α-tocopheryl sebacat (PTS), die als Lösungsvermittler für organische Moleküle in Wasser eingesetzt werden und Reaktionen mit Übergangsmetall-Katalysatoren bei Raumtemperatur ermöglichen.

Eine wichtige Eigenschaft amphiphiler Stoffe ist die Bildung von Mizellen und Liposomen (einfache Form einer Biomembran).